# 永安市 (越南)
永安市（越南语：／）是越南永福省省莅。面积50.80平方公里，2019年总人口114908人。

## 地理
永安市西和北均接三阳县，南接安乐县，东接平川县。

## 历史
永安市在後黎朝时先后属山西承宣和山西处。阮朝时改设山西省，永安市隶属永祥府白鹤县。
1890年，殖民者从山西省析置永安道，永安市成为永安道道莅。次年，殖民政府撤销永安道，重新并入山西省。
1899年12月29日，殖民政府设立永安省，永安市成为新省省莅。
1946年，越南民主共和国将各省省莅设为市社，永安省省莅正式设为永安市社。
1949年，越南国将永安省和福安省合并为永福安省，省莅仍在永安市社。次年，越南民主共和国也通过决议，合并二省为永福省，省莅设在永安市社。
在法越战争中的1951年1月，法兰西联盟方的将军让·德·拉特尔·德·塔西尼与越南独立同盟会的武元甲曾在此进行会战，最终以武元甲的部队惨败而告终。
1968年1月26日，永福省和富寿省合并为永富省，永安市社随之划归永富省管辖。
1976年时，永安市社下辖栋多、连保、吴权、锡山4坊。
1977年7月5日，三阳县定中社、开光社2社和省直辖三岛市镇划归永安市社。
1996年11月6日，永富省分设为永福省和富寿省，永安市社重新成为永福省省莅。
1999年8月18日，三阳县三阳市镇、平川县清畴社划归永安市社管辖；三阳市镇分设为同心坊和会合坊。
2003年12月9日，以三岛市镇和立石县3社、三阳县4社、平川县1社析置三岛县。
2004年11月23日，开光社改制为开光坊。
2004年12月，永安市社被评定为三级城市。
2006年12月1日，永安市社改制为永安市。
2012年，永安市举办了亚洲杯排球锦标赛。
2014年10月23日，永安市被评定为二级城市。
2023年2月13日，越南国会常务委员会通过决议，自2023年4月10日起，定中社改制为定中坊。

## 行政区划
永安市下辖8坊1社，市人民委员会位于锡山坊。
- 定中坊（Phường Định Trung）
- 栋多坊（Phường Đống Đa）
- 同心坊（Phường Đồng Tâm）
- 会合坊（Phường Hội Hợp）
- 开光坊（Phường Khai Quang）
- 连保坊（Phường Liên Bảo）
- 吴权坊（Phường Ngô Quyền）
- 锡山坊（Phường Tích Sơn）
- 清畴社（Xã Thanh Trù）

## 交通
- 越南鐵路
  - 河老線：永安站